# Silniční mosty u Spálova

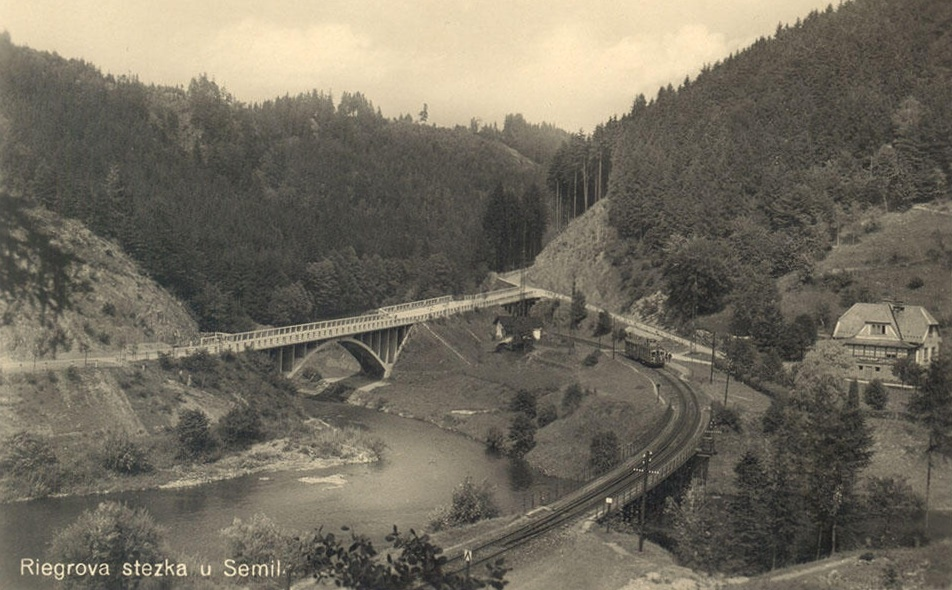
Silniční mosty u Spálova krátce po dokončení v roce 1938.

Silniční mosty u Spálova ev. č. 288-006 a 288-007 na silnici druhé třídy číslo 288 ze Železného Brodu do Vysokého nad Jizerou v Libereckém kraji přes řeku Kamenici a přes železniční trať 035 Železný Brod – Tanvald jsou železobetonové mosty z roku 1938. Mosty byly v roce 2014 Ministerstvem kultury České republiky prohlášeny kulturní památkou České republiky. Nacházejí se v blízkosti soutoku Kamenice a Jizery a v blízkosti železniční zastávky Spálov.

## Historie
V období doznívající hospodářské krize v blízkosti státních hranic zahájila v roce 1936 stavební práce na soumostí Litická akciová společnost, lomové a stavební podniky Praha. Společnost se mimo jiné od roku 1936 podílela na výstavbě pohraničního opevnění. Projekt soumostí vypracoval Františka Loskota (1888 – 1956), který v té době působil v Litické a.s. a patřil mezi nevýznamnější osobnosti dopravního stavitelství 20. století v Československu. Silniční mosty byly předány k užívání v roce 1938. Podle listu Národní politika ze dne 4. srpna 1936 měly náklady na stavu mostu přes řeku činit 357 000 Kč a přes železniční trať 1044 000 Kč.
Pro výjimečné technické řešení, nenásilné a promyšlené začlenění do krajiny bylo soumostí v roce 2013 navrženo k prohlášení za kulturní památku. Po prozkoumání vyjádření zainteresovaných organizací bylo soumostí 7. října 2014 Ministerstvem kultury České republiky  prohlášeno kulturní památkou České republiky.
V době návrhu na prohlášení po 75 letech provozu byl stavebně-technický stav obou mostů dobrý. Mostní vybavení, zejména zábradlí obou mostů bylo ale ve špatném stavu. Na mnoha místech byly porušené římsy, kde vlivem zatékající dešťové vody vznikaly trhliny na konzolách a korodovala dolní výztuž mostovky. V roce 2019 byla posunuta jedna opěra na mostě přes Kamenici, byly poškozené římsy, chodníky i zábradlí. Při těžbě blízkého les lesní dělníci umístili na betonové zábradlí kladkostroj, které nevydrželo a spadlo. Na rok 2020nebo 2021 byla plánována oprava soumostí. V roce 2016 byly předpokládána částka na opravy mostů ve výši 1 242 975 Kč. Krajská správa Libereckého kraje měla připravenou projektovou dokumentaci a bylo nutné získat další potřebná povolení k rekonstrukci výhledově v období 2021–2023.

## Popis

### Most ev. č. 288-006
Most přes řeku Kamenici (ev. č. 288-006) je obloukový se čtrnácti mostními otvory, s rozpětím 40 m a horní mostovkou. Deska mostovky je podepřena stěnovými stojkami, opatřenými vrubovými klouby. Vzhledem k tomu, že silnice překonává údolí šikmo a ve stoupání, jsou dva nosné oblouky vůči sobě posunuty a založeny v různých výškách. Ve vrcholu klenby oblouku na povodní straně je umístěn malý reliéfní státní znak ČSR rámovaný kovovými číslicemi letopočtu 1938.
| Normální zatížitelnost | 7 t   | Délka přemostění        | 59,3 m | [ 9 ] |
| Výhradní zatížitelnost | 31 t  | Délka nosné konstrukce  | 60,8 m | [ 9 ] |
| celková šířka          | 7,3 m | Výška mostu nad terénem | 11,5 m | [ 9 ] |
| šířka vozovky          | 5 m   |                         |        | [ 9 ] |

### Most ev. č. 288-007
Most přes jednokolejnou železniční trať (ev. č. 288-007) má nosnou konstrukci usazenou na úložných prazích, které jsou vybetonovány přímo na skalním masívu tvořeném krystalickými břidlicemi kambrického stáří. Most má rámovou konstrukci s roštovou mostovkou. Most má 4 pole s největším rozpětím 11 m. Čtyři podélné trámy jsou neseny čtveřicemi podpěr čtvercového průřezu. Propojení trámů příčnými ztužidly až do úrovně římsy, vytváří zároveň rošt mostovky opatřené tenkou deskou mostovky. Vozovka má na obou mostech shodnou šířku 5 m a oboustranné zvýšené obruby široké 0,9 m.
| Normální zatížitelnost | 8 t   | Délka přemostění        | 33 m   | [ 11 ] |
| Výhradní zatížitelnost | 24 t  | Délka nosné konstrukce  | 34,5 m | [ 11 ] |
| celková šířka          | 7,2 m | Výška mostu nad terénem | 7,4 m  | [ 11 ] |
| šířka vozovky          | 5 m   |                         |        | [ 11 ] |

Pohledové boční plochy oblouků, stěnových stojek, říms, plochy roštů jsou omítnuty pemrlovou omítkou. Spodní plochy mostovky a oblouků mají pačokované plochy se stopami po bednění. Stojky trámového mostu jsou omítnuty hrubozrnnou cementovou omítkou. Celé soumostí je ve spádu, takže zde nejsou řešeny odvodňovací otvory. Povrchová voda volně stéká k opěře na pravém břehu řeky. Oba mosty o šířce 7,3 m spojuje mezilehlý násyp, kde je jako součást stavby situováno parkoviště. Sjednocujícím prvkem obou mostů je shodně řešené zábradlí, probíhající i v úseku mezilehlého násypu. Povrch zábradlí je omítnut a ozdoben reliéfními prvky. Pro oba mosty je umístěna zákazová dopravní značka B13 (10 t) a B14 (31 t).

## Zajímavosti
V roce 1875 byla vybudována železniční trať ze Železného Brodu do Tanvaldu jako odbočka Pardubicko-liberecké dráhy. V blízkosti ocelového železničního mostu, který převádí tuto trať přes řeku Jizeru, byla v roce 1934 zřízena železniční zastávka, sloužící především výletníkům a turistům. V roce 1923–1926  vyrostla na soutoku řek Jizery a Kamenice Malá vodní elektrárna Spálov. Tato secesní stavba architekta Emila Králíčka, zrekonstruovaná koncem 90. let 20. století, je součástí Riegrovy stezky. 
Na skále železnobrodského předmostí je umístěna pamětní deska s nápisem: „PÉČÍ OKRESU SEMILSKÉHO / ZA PŘISPĚNÍ ZEMĚ ČESKÉ / V ROCE 1938 / POSTAVILA LITICKÁ A.S. PRAHA“

## Galerie

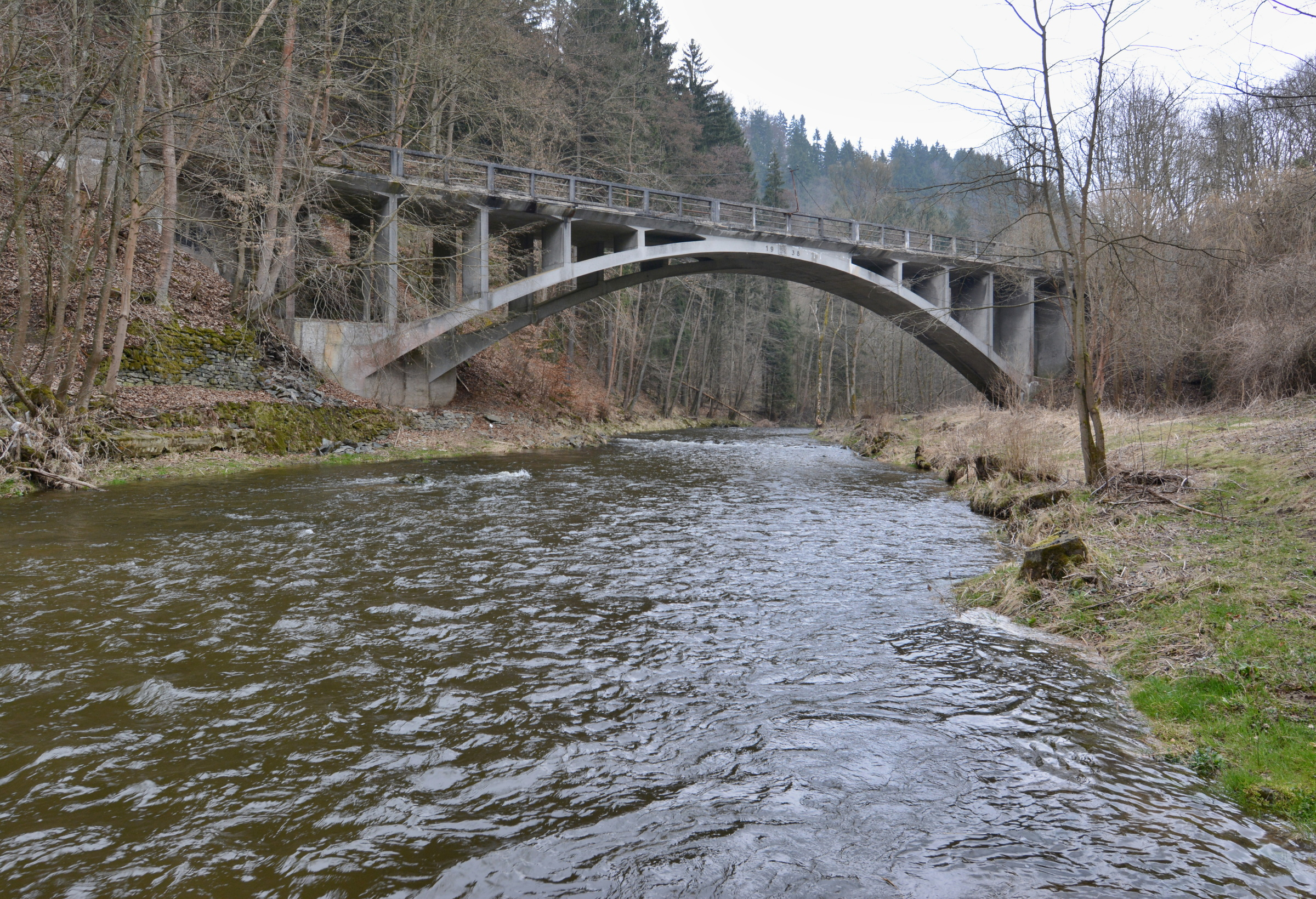
Obloukový most, Pohled od soutoku Jizery a Kamenice.
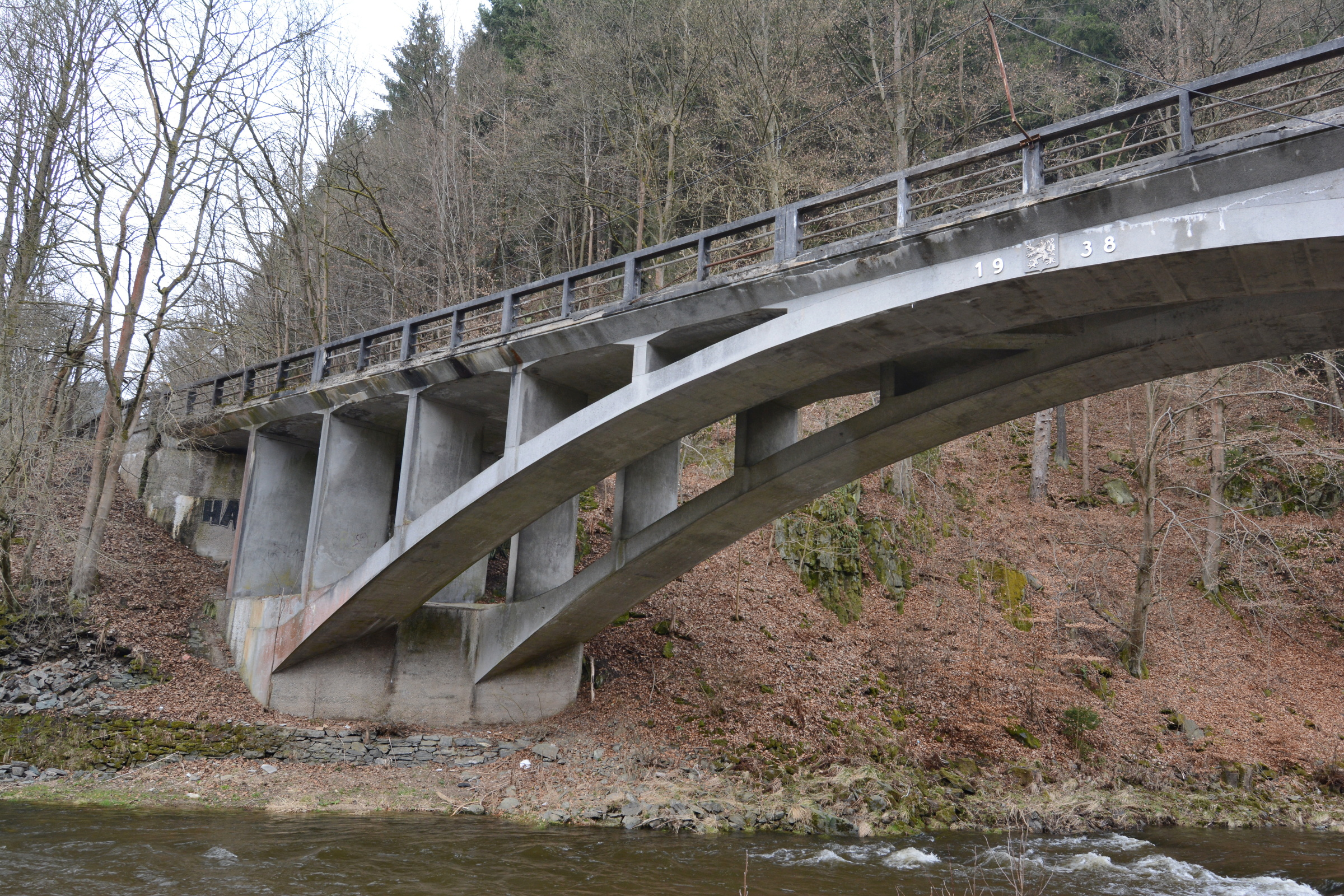
Obloukový most.
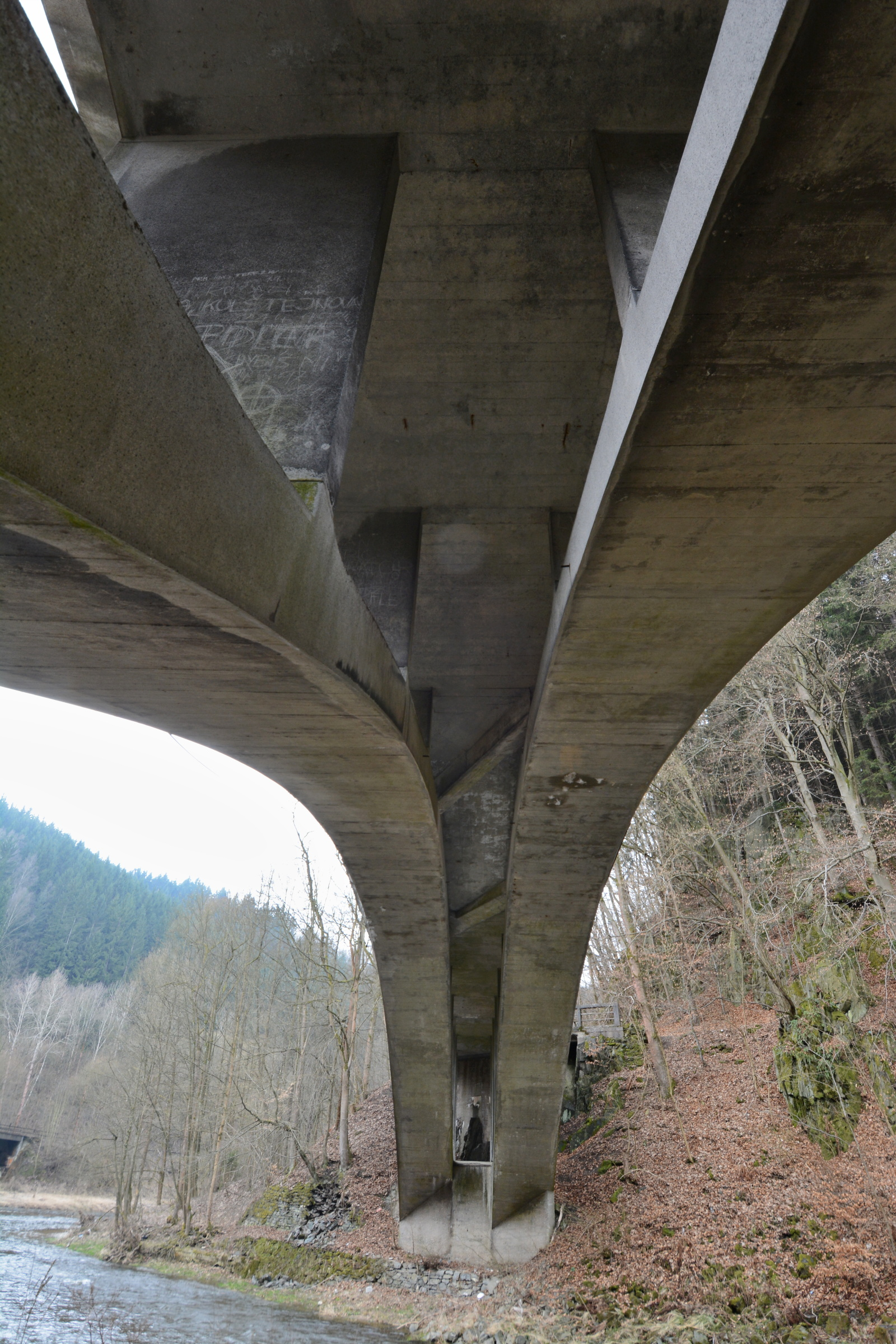
Obloukový most.
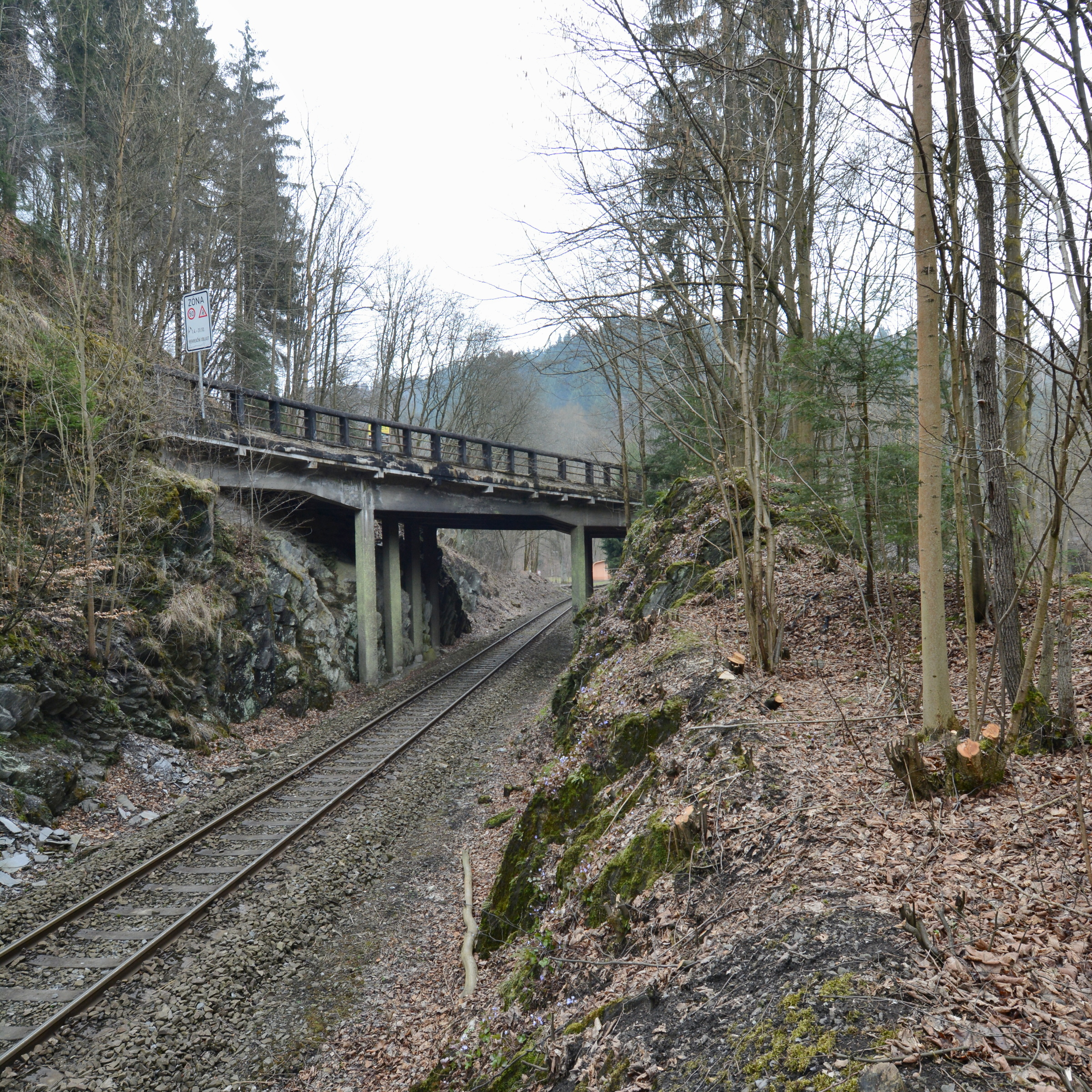
Rámový most přes železniční trať.
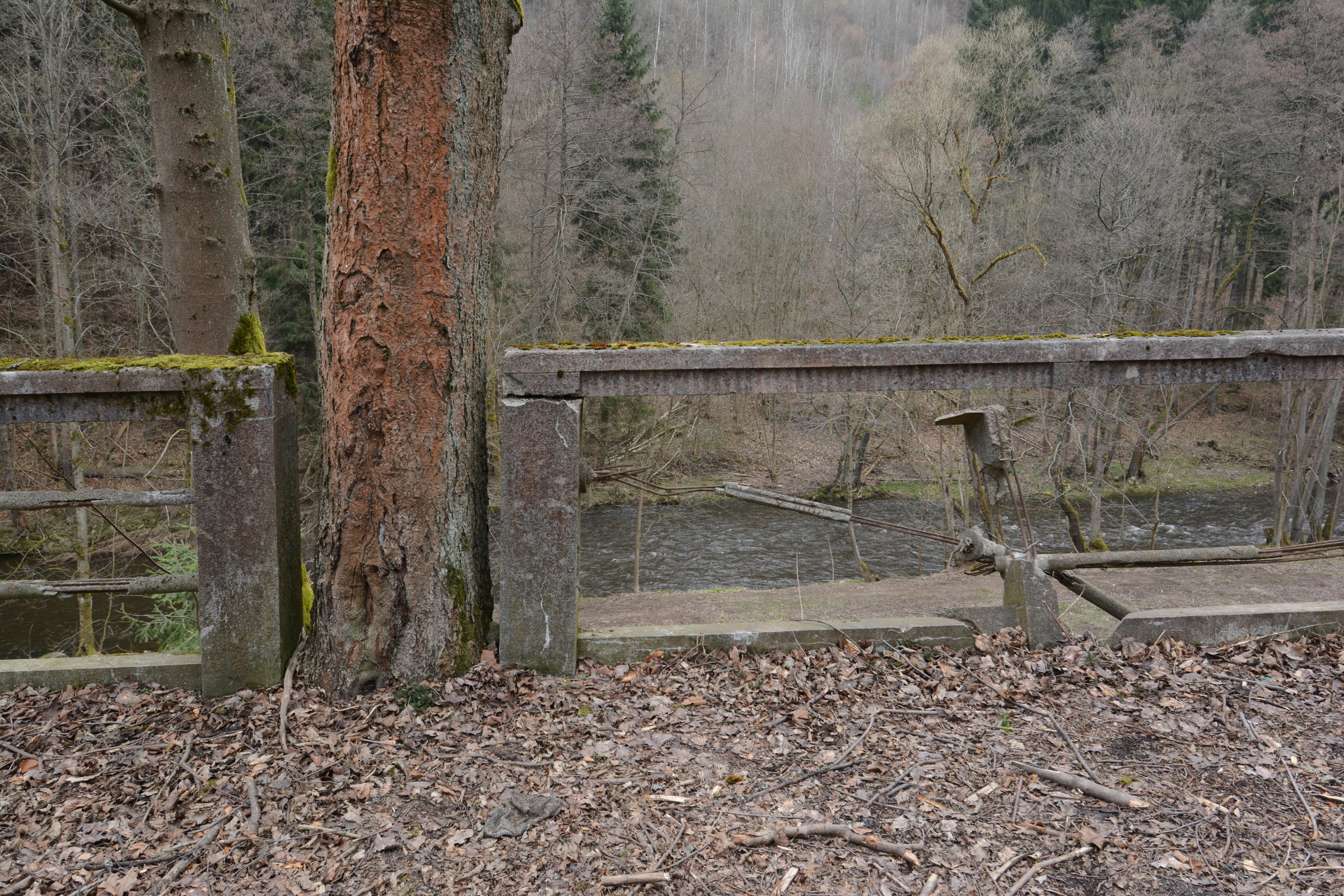
Detail zábradlí (stav 2015).
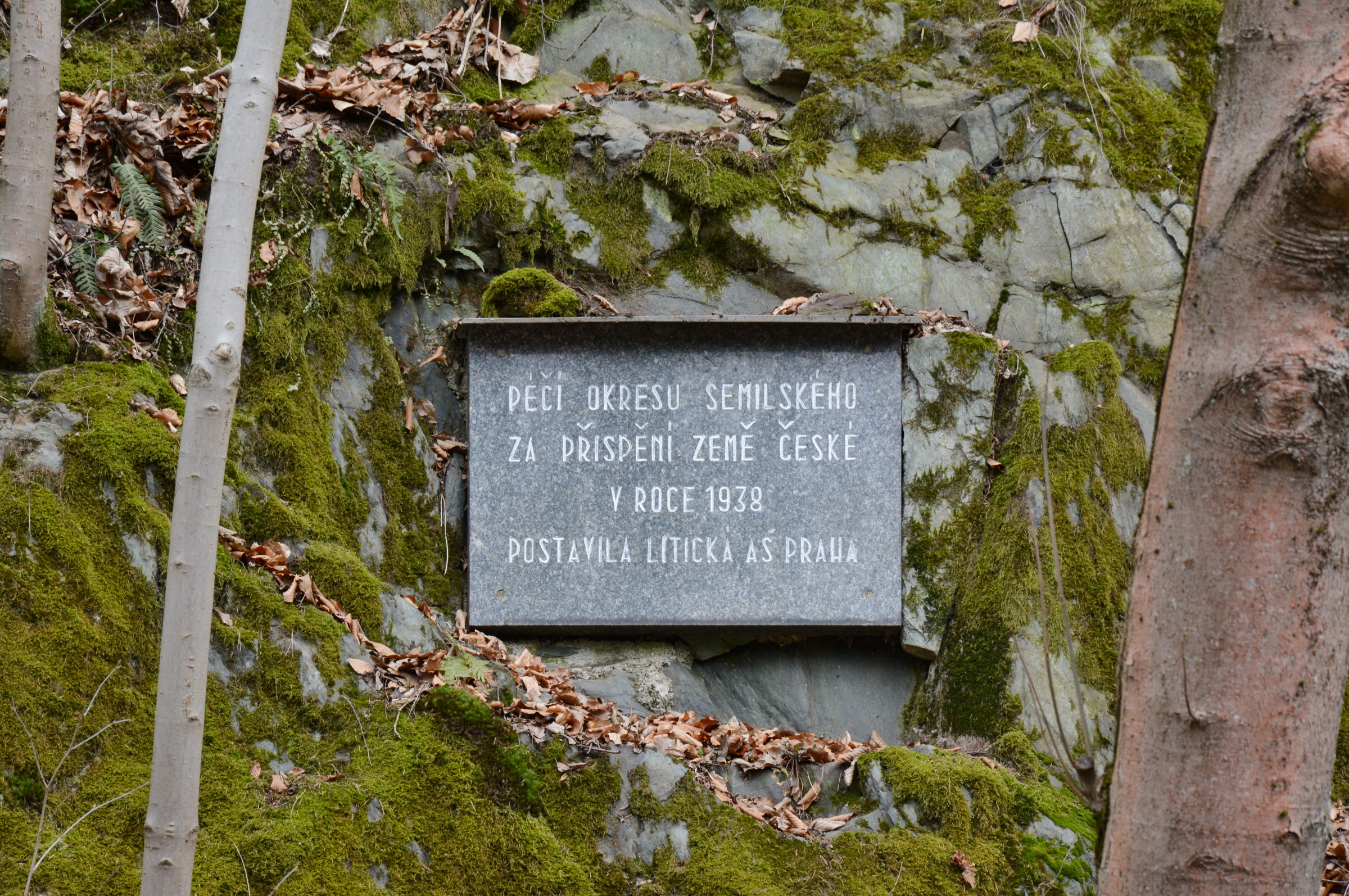
Pamětní deska.